# The Sims 4: Интерьер Мечты
The Sims 4: Интерьер Мечты (англ. Dream Home Decorator) — десятый игровой набор к компьютерной игре The Sims 4. Выход которого состоялся 1 июня 2021 года на цифровой платформе Origin. Набор добавляет управляемую карьеру дизайнера интерьеров, широкую коллекцию мебели и новые инструменты в режиме строительства. Раннее аналогичная карьера появлялась в дополнении к The Sims 3 — «Карьера».
Игровой набор разрабатывался для игроков, увлекающихся созданием интерьера. Разработчики значительно доработали инструменты в режиме строительства. Игровые критики в целом похвалили набор за предоставляемые инструменты, но и указывали на проблемы, связанные с запросами клиентов. Среди игроков восприятие дополнения было ухудшено из-за многочисленных внутриигровых ошибок.

## Игровой процесс
Игровой набор вводит управляемую карьеру внештатного дизайнера интерьеров. Клиенты будут приглашать управляемого сима для того, чтобы он отремонтировал пространство и изменил интерьер в соответствии с запросами, вкусовыми, цветовыми предпочтениями и бюджетными средствами клиента. 

Дополнение вводит модульную мебель, которую можно объединять в более крупные формы

Довольные клиенты будут повышать репутацию дизайнера, что в свою очередь позволит ему принимать более крупные и прибыльные заказы. Когда сим готов приняться за работу над интерьером клиента, крайне важно подробнее узнать о его вкусовых и цветовых предпочтениях, в противном случае клиент разочаруется результатом. Также необходимо обращать внимание на денежный бюджет клиента, чтобы перепланировки комнаты не обошлась ему слишком дорого. 
Вместе с этим набор вводит коллекцию стильной мебели и несколько расширений в режиме строительства, а именно возможность устанавливать встроенные в полки кухонные плиты, модульные диваны, а также модульные шкафы. Такая мебель делиться на множество модульных частей большего или меньшего размера, которые можно, подобно деталям сборки комбинировать между собой, чтобы создавать полки, шкафы и диваны подходящей формы. Базовая игра уже раннее предлагала модульную мебель — декоративные кухонные шкафчики.

## Разработка и выход
Разработка игрового набора началась исходя их пожеланий многих фанатов серии видеть в The Sims 4 карьеру дизайнера интерьеров. Он ориентируется прежде всего на игроков, увлекающихся режимом строительства в игре. Раннее на эту же аудиторию ориентировался выпущенный игровой набор «Компактная Жизнь», где цель игрока заключается в создании как можно более компактного жилища. Разработчики заметили, что вместе с данным дополнением желали расширить арсенал инструментов режима строительства, чтобы предоставить игрокам больше возможности выразить свои таланты в дизайне интерьера и «заставить их часами работать в режиме строительства». Джилл Джонсон, продюсер команды разработчиков заметила, что её команду «всегда поражала изобретательность и креативность фанатов в строительстве красивых домов».
Анонс игрового набора состоялся 20 мая 2021 года, тогда же был показан трейлер набора. Выход набора совпал с бесплатным обновлением, добавляющем сотни дополнительных расцветок для базовых предметов из The Sims 4.
Игровой набор в целом вызвал неоднозначную оценку у игрового сообщества во первых из-за достаточно нишевой тематики, предназначенной скорее для игроков, увлекающихся режимом строительства. Во вторых дополнение массово критиковали за обилие внутриигровых ошибок и ряд несовершенств, допущенных в игровом процессе дизайнера. С этими ошибками сталкивались популярные sim-стримеры, только способствуя ухудшению восприятия набора. Тем не менее по мнению редакции Screenrant, The Sims 4 вместе с этим игровым набором можно считать одной из лучших игр для тех, кому нравится заниматься интерьером домов.

## Музыка
Вместе с игровым набором в The Sims 4 были добавлены несколько композиций в жанре поп и инди, перезаписанные на симлише.
| №  | Название                     | Автор(ы)         | жанр/звучит в? | Длительность |
| -- | ---------------------------- | ---------------- | -------------- | ------------ |
| 1. | «Ring Pop»                   | Jax              | поп            | 2:36         |
| 2. | «Small Town Hypocrite»       | Кейли Хэммек     | поп            | 4:00         |
| 3. | «Wayflin Faza Nibe»          | Redhouse         | поп            | 3:07         |
| 4. | «The Princess And The Clock» | Kero Kero Bonito | инди           | 3:49         |
| 5. | «Angel»                      | Lava La Rue      | инди           | 3:56         |

## Критика
| Сводный рейтинг    | Сводный рейтинг |
| Агрегатор          | Оценка          |
| ------------------ | --------------- |
| Metacritic         | 80 %            |
| Иноязычные издания |                 |
| Издание            | Оценка          |
| GamingTrend        | 90 %            |
| CD-Action          | 90/100          |
| GameStar           | 79 %            |
| Digital Spy        | [ 15 ]          |
| GameByte           | [ 16 ]          |

Оценка игрового набора в целом была смешанной. Главным образом критики хвалили набор за новые инструменты по дизайну помещения, но профессия дизайнера получила сдержанные оценки. Рецензенты указали на довольно необычную, но и слишком нишевую тематику набора, учитывая что игроки вместе с набором привыкли получать тематический геймлей и связанный новый мир. «Интерьер Мечты» напротив предлагает прежде всего новые и улучшенные инструменты по дизайну помещений без учёта дополнительной карьеры. По этой причине набор прежде всего оценят игроки, увлекающиеся режимом строительства и любящие возиться со стильной мебелью в игре. Представительница Vice утверждала, что вместе с набором The Sims 4 получила самое масштабное обновление в режиме строительства со времён выхода игры в 2014-м году. Рецензент Gaming Trend признался, что добавленные инструменты — это то, что ему так не хватало симуляторе жизни. Представительница Vice считала, что набор незаслуженно недооценили главным образом из-за того, что он вышел в тот момент, когда у фанатской аудитории были иные запросы на дополнительный контент.
Основным предметом негативной критики стала управляемая карьера дизайнера помещений. Главным образом из-за недоработок в механике карьеры, из-за того, что игра не даёт чётких руководств по вкусовым предпочтениям клиентов и зачастую они неоправданно придираются к проделанной работе. В итоге каждый заказ превращается для игрока в лотерею, где по непонятным причинам клиенты либо будут выражать восхищение, или же гнев. Некоторые рецензенты в итоге утверждали, что это похоже скорее на реалити шоу по ремонту дома, нежели настоящую карьеру. Наоборот, комментируя необоснованную привередливость клиентов, представительница Vice, утверждала, что этой проблемы можно избежать, внимательнее расспрашивая клиентов об их вкусовых предпочтениях, это наоборот придаёт игре большего реализма. 
Критики также жаловались на внутриигровые ошибки, связанный с карьерой. Например они возникают при попытке удалить несколько предметов или с использованием клавиши Backspace, тогда игровой персонаж становится случайным вором, получая предметы в свой инвентарь. По мере дальнейшего продвижения по карьерной лестнице, ошибки становятся ещё серьёзнее и не позволяют в некоторых случаях устанавливать мебель или менять планировку. Среди прочих ошибок выделяется также например неправильное освящение модульной мебели. Критик Thegamer признался, что прежде не встречал такое количество багов в других DLC к The Sims 4 и они не позволили в полной мере раскрыть потенциал игрового набора.